# Metopoceras rubida
Metopoceras rubida là một loài bướm đêm trong họ Noctuidae.